# Paratettix iranica
Paratettix iranica är en insektsart som beskrevs av Boris Petrovich Uvarov 1952. Paratettix iranica ingår i släktet Paratettix och familjen torngräshoppor. Inga underarter finns listade i Catalogue of Life.